# جيمس فيشر
جيمس فيشر (بالإنجليزية: James Fisher)‏ هو ممثل بريطاني، ولد في 20 أبريل 1972 في المملكة المتحدة.

## أعمال

### أفلام
- (2005) الشارع الأخضر

## وصلات خارجية
- جيمس فيشر على موقع IMDb (الإنجليزية)
- جيمس فيشر على موقع ألو سيني (الفرنسية)
- جيمس فيشر على موقع أول موفي (الإنجليزية)
- جيمس فيشر على موقع قاعدة بيانات الفيلم (الإنجليزية)
- جيمس فيشر على موقع كينوبويسك (الروسية)